# Palácio Karnak
O Palácio Karnak, mais conhecido como Palácio de Karnak,  é o edifício-sede oficial do Governo do Piauí. O palácio tem sua fachada principal branca inspirada em uma arquitetura clássica e seu nome em um templo de mesmo nome que existiu no Antigo Egito.

## Histórico
O Palácio de Karnak é a sede oficial do Poder Executivo Estadual do Piauí. Antigamente o Palácio de Karnak era uma chácara do Barão de Castelo Branco, e só em 1926 se tornou a sede do Governo Estadual e Residência oficial do Governador, na gestão de Matias Olímpio de Melo. O último governador a residir no palácio foi Petrônio Portella.
O nome Karnak vem de um templo do antigo Egito, e a arquitetura do palácio foi inspirada em templos gregos. Na década de 70, no governo de Alberto Silva, recebeu jardins de arquitetura contemporânea projetados pelo paisagista Burle Marx. Nos períodos de Natal o palácio e todo decorado e iluminado inclusive os jardins e onde se apresenta a Orquestra Sinfônica do Piauí. Também é onde acontece várias homenagens, almoços do governador, decisões e encontros políticos.

### Decoração
O interior do palácio foi decorado com móveis de carvalho e jacarandá e poltronas estilo Luís XVI,presente no gabinete do governador e com quadros da pintora piauiense Naza e Alfredo Volpi, além do lustre de cristal da Lasckani e com muitas peças sacra de casaríos coloniais do século XVI. E da escultura de bronze que dado de presente pelo governador de São Paulo, Lucas Nogueira Garcez ao então governardor Pedro de Almendra Freitas, e muito mármore que reveste o piso de todo palácio.

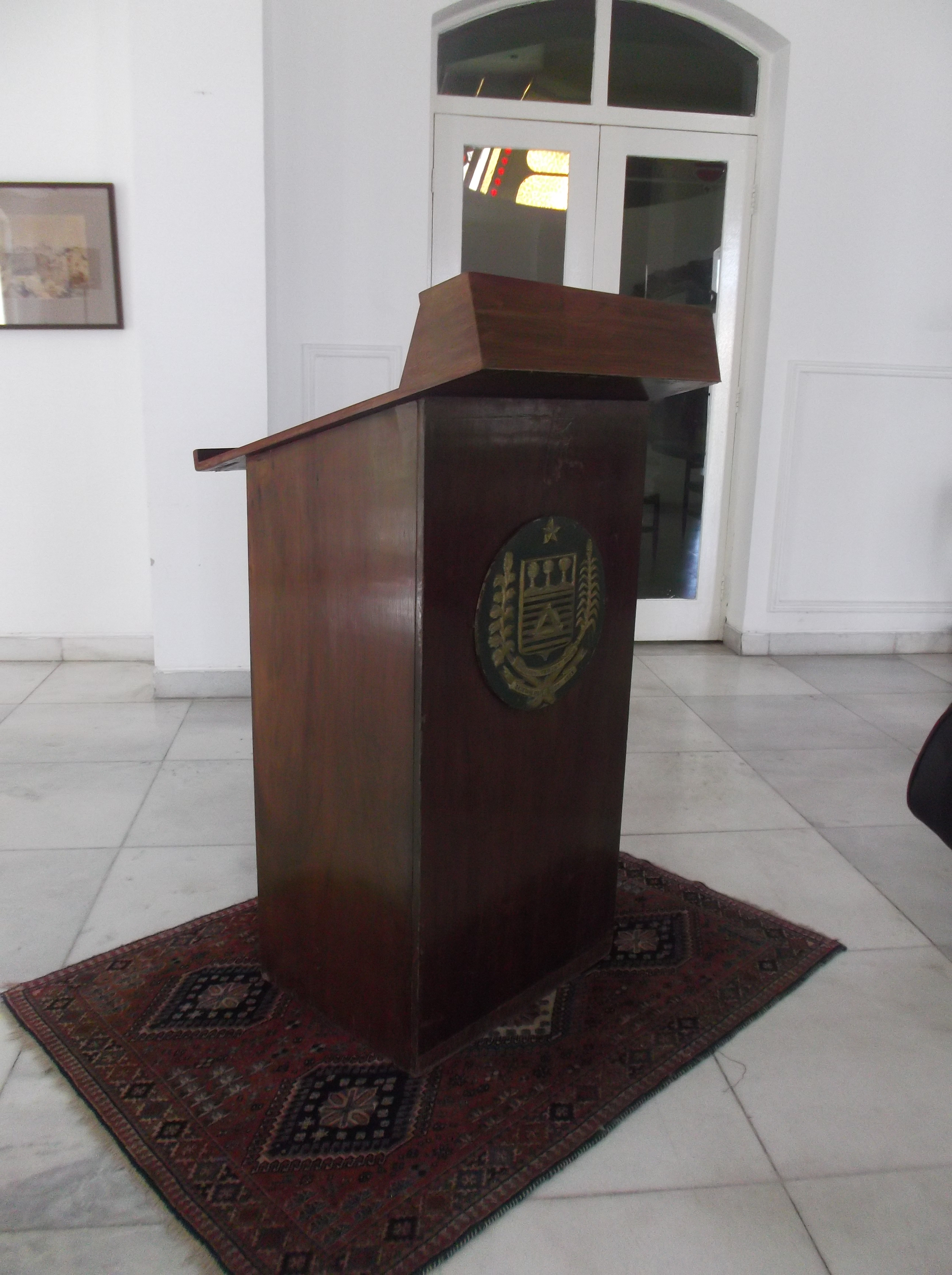
Tradicional tribuna do governador do Piauí.
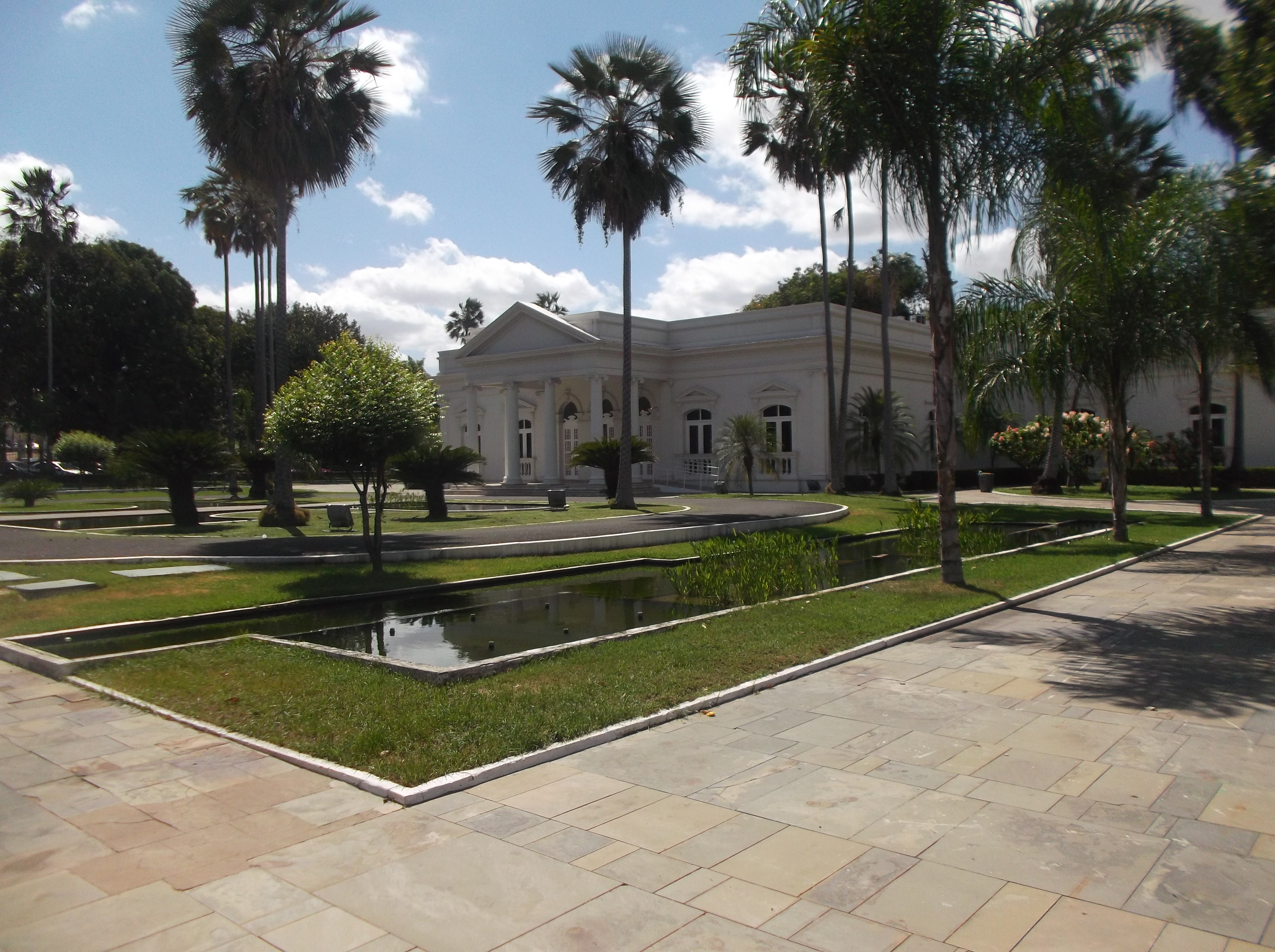
Vista dos jardins.
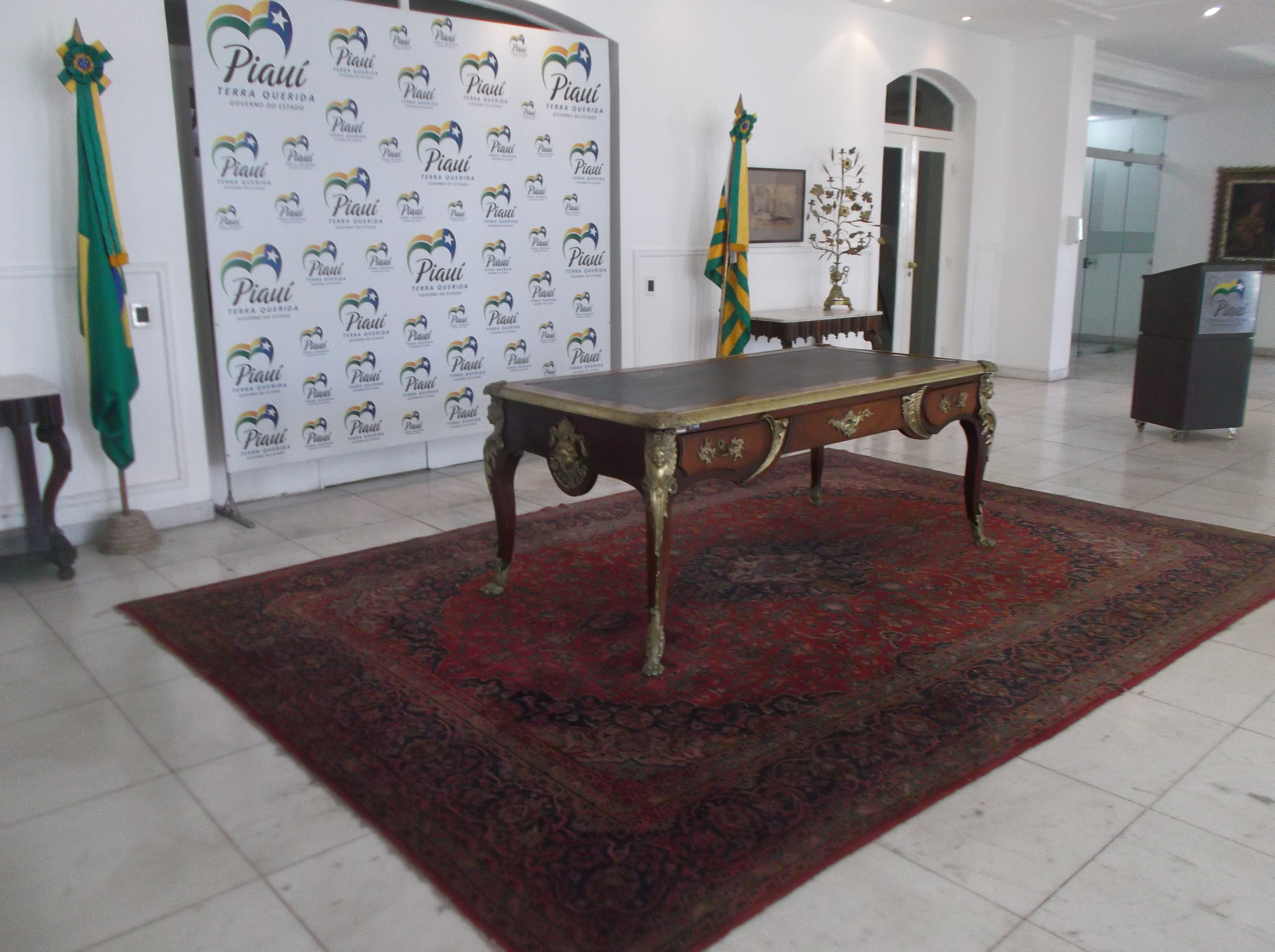
Mesa histórica do Palácio de Karnak
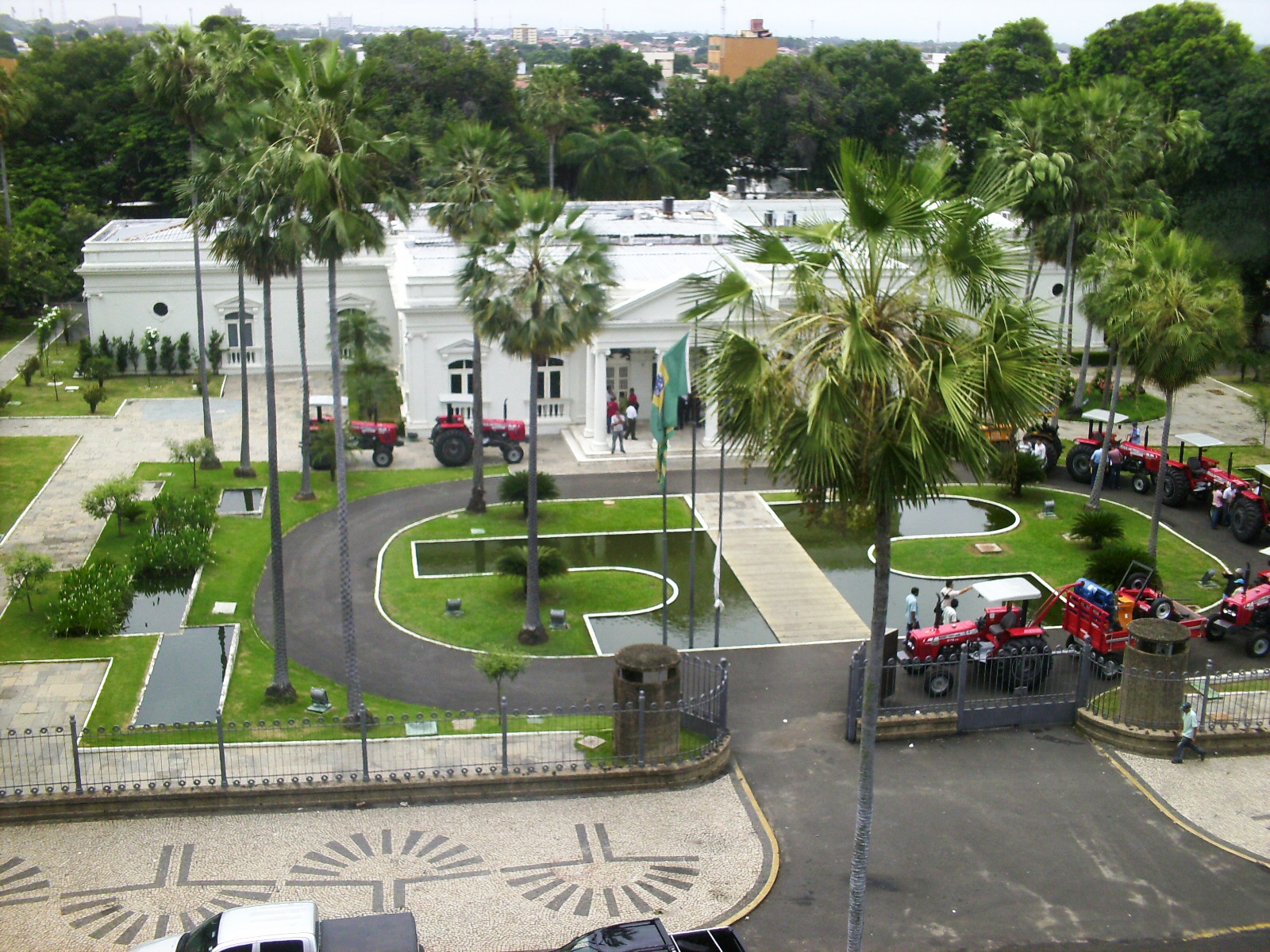
Panorama do  Palácio do Karnak  em um dia de entrega de tratores aos municípios
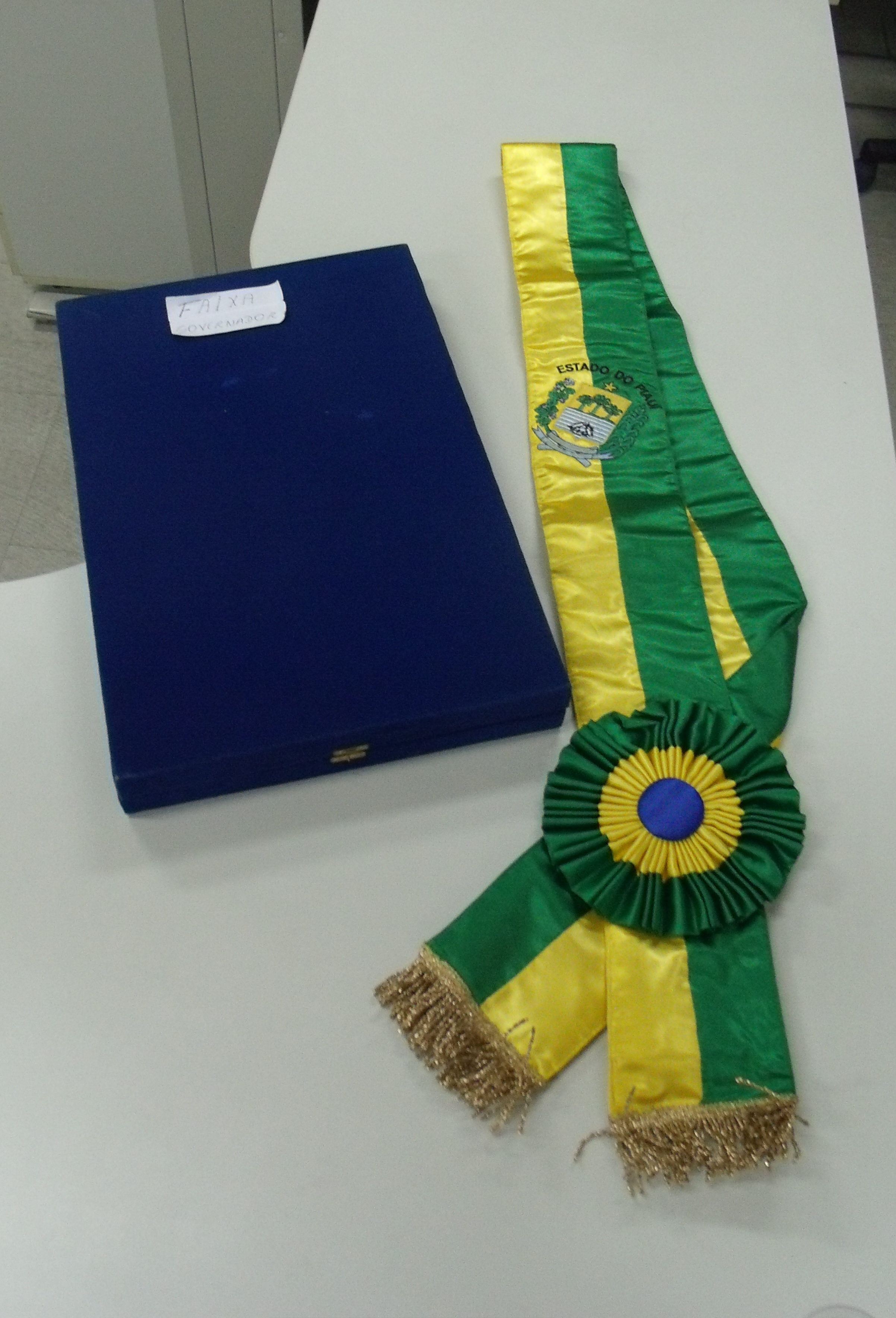
Faixa governamental distintivo do(a) governador(a) do Piauí
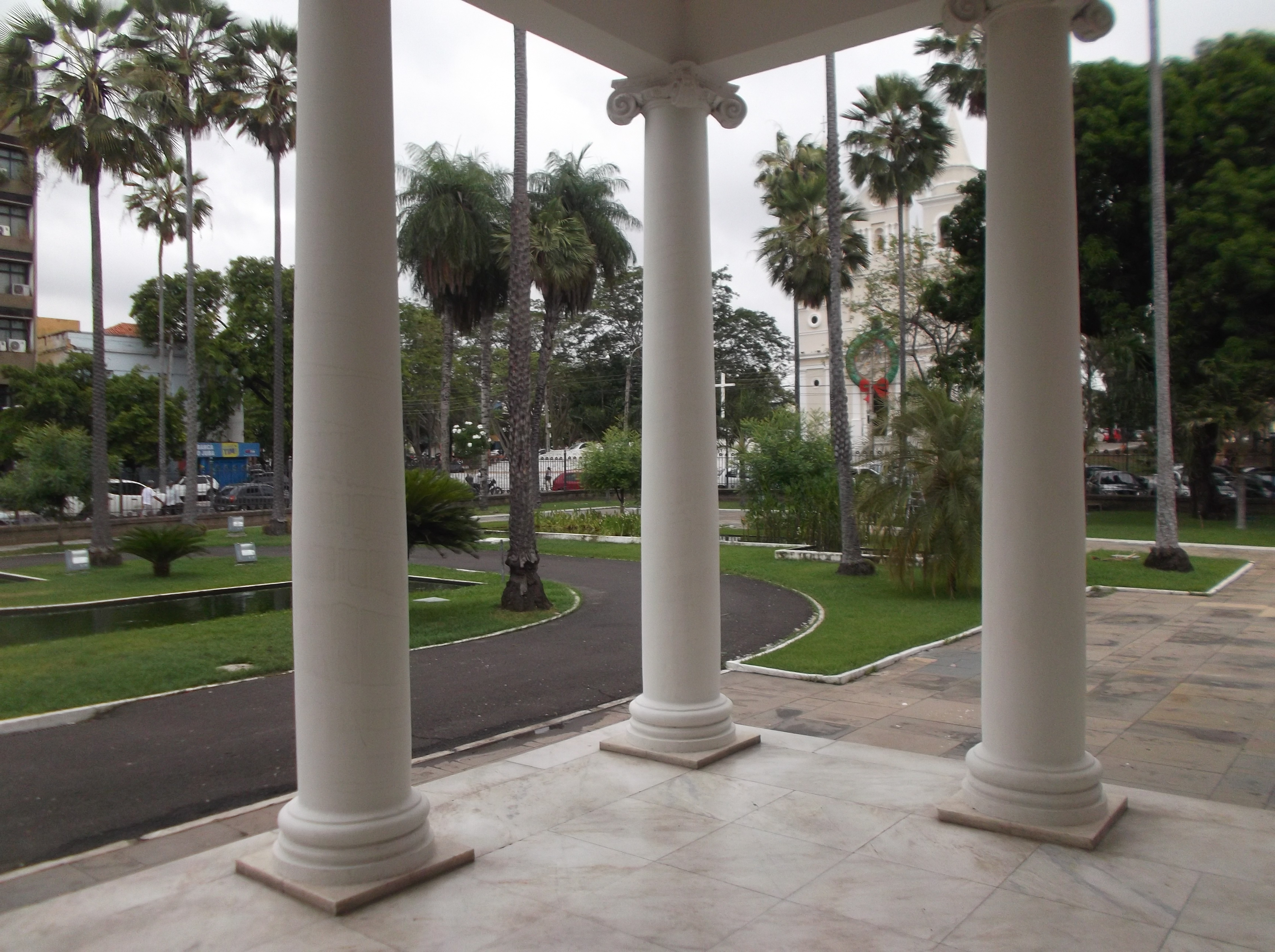
vista dos jardins
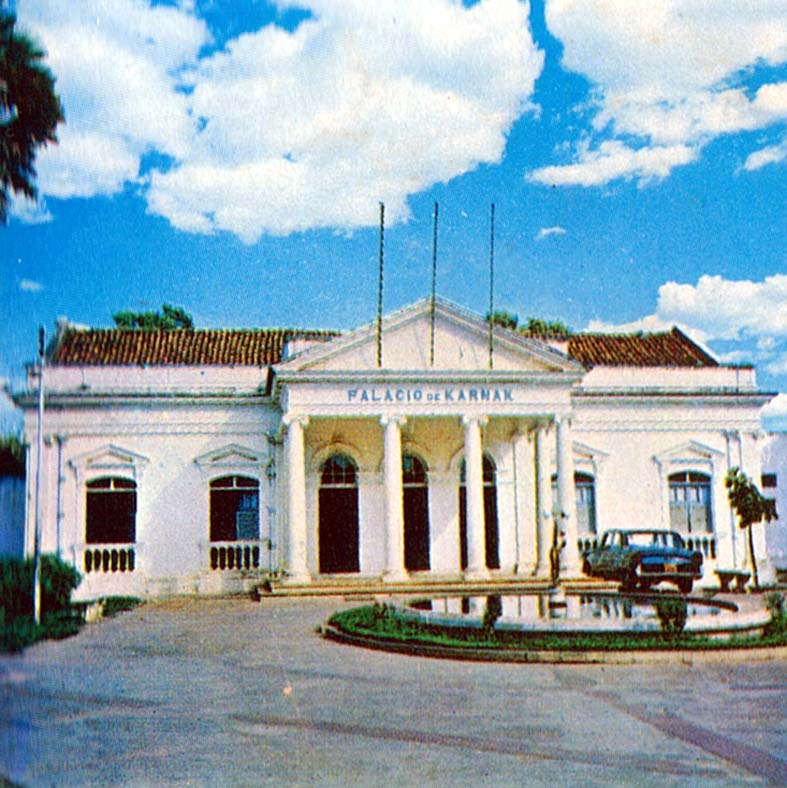
A estrutura em meados da década de 1960.
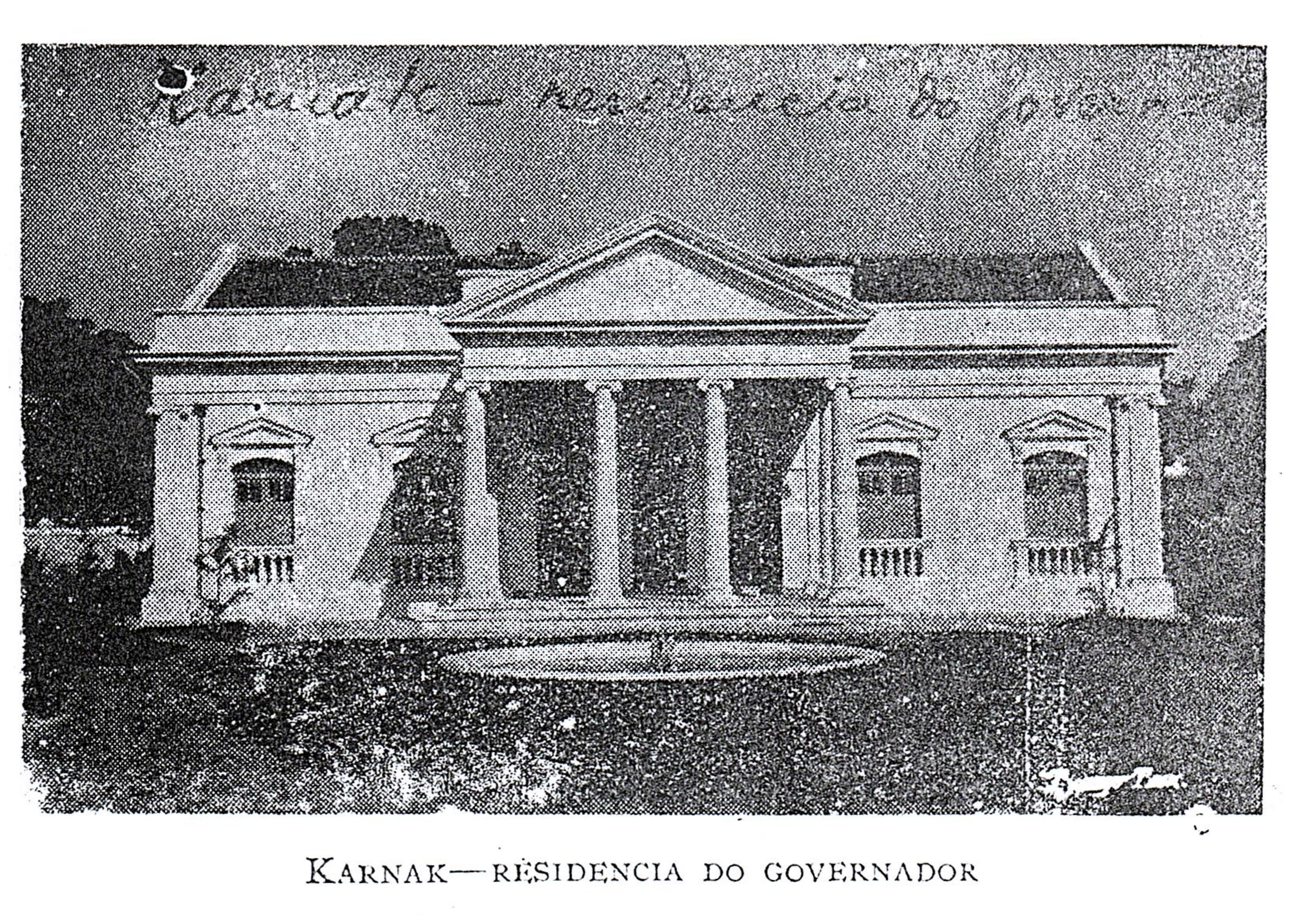
Em 1926.
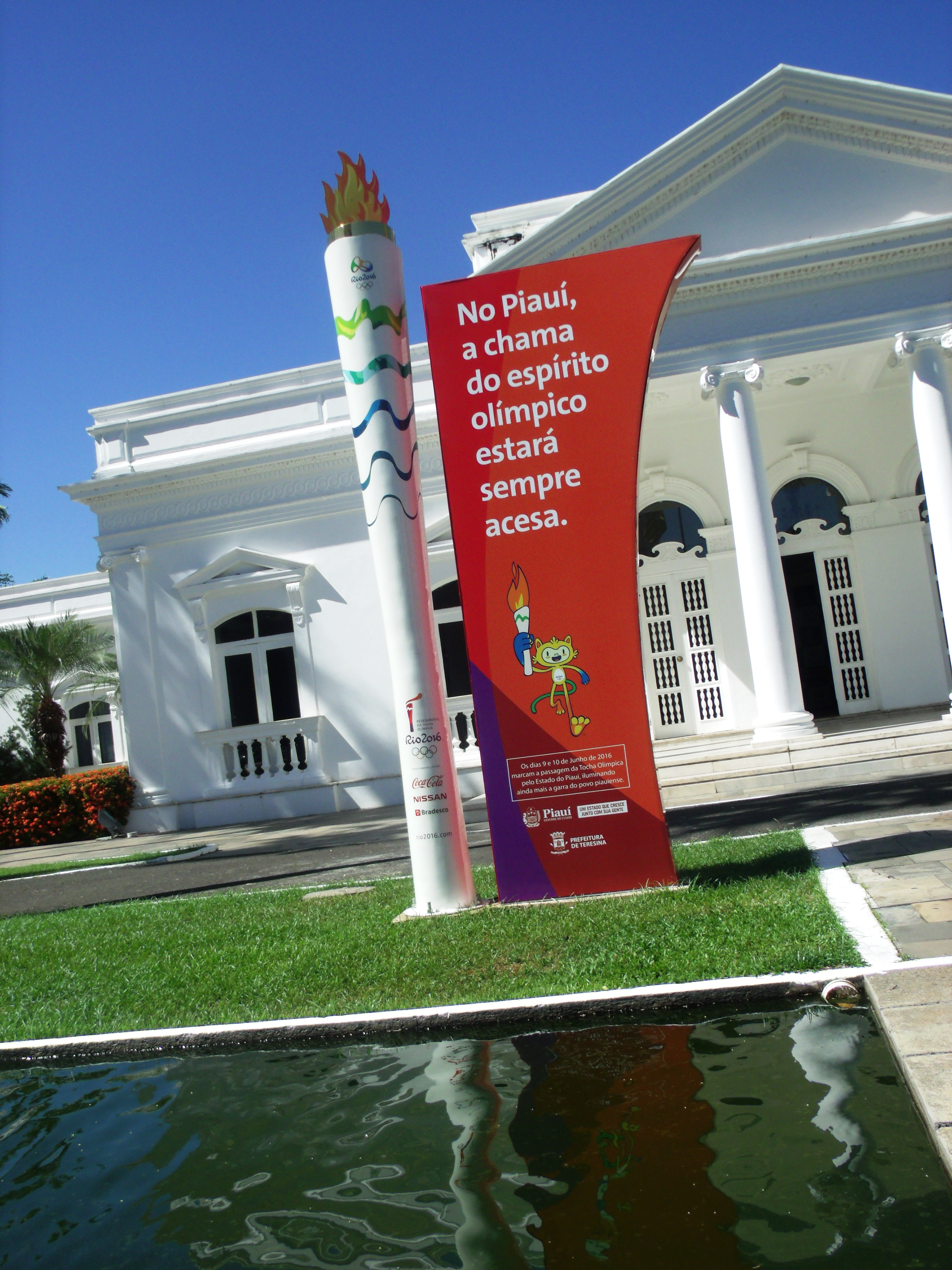
Monumento pelo Revezamento da Tocha dos Jogos Olímpicos de Verão de 2016.

#### Retirada do Brasão do Piauí
De acordo com Cláudio Bastos na reforma ocorrida nos anos de 1975 e 1970 a arquitetura do palácio sofreu duas mutilações "passou por uma reforma coordenada pelos arquitetos Acácio Gil Borsoi e Janete Costa, eliminando-se a inscrição "Palácio de Karnak" do friso do pórtico, e o Brasão do Piauí, do tímpano  do frontão"